# Sveriges ambassad i Ottawa
Sveriges ambassad i Ottawa är Sveriges diplomatiska beskickning i Kanada som är belägen i landets huvudstad Ottawa. Beskickningen består av en ambassad, ett antal svenskar utsända av Utrikesdepartementet (UD) och lokalanställda. Ambassadör sedan 2023 är Signe Burgstaller. Honorärkonsulat finns på tio orter runt om i Kanada. Exportrådet har ett handelskontor i Toronto knutet till det svenska honorärkonsulatet, och där finns även en svensk-kanadensisk handelskammare.

## Residenset

### Fastigheten
Ambassadshuset byggdes år 1913 och arkitekten var Allan Keefer. Keefer har ritat många av de pampiga byggnaderna i den exklusiva stadsdelen Rockcliffe Park. Just detta hus, då kallat "Raewood", ritade han åt sin bror Thomas Coltin Keefer Jr. Dessvärre hamnade Thomas Keefer Jr i ekonomiska svårigheter. År 1919 tvingades han sälja fastigheten till James William Woods, som i sin tur sålde den vidare till Gilbert Emilius Fauguier 1920. Huset fick då namnet "Ardvar". Familjen Fauguier byggde också till ett hus åt sin chaufför "Ardvar cottage" som än i dag används som personalbostad. År 1944 köpte svenska staten "Ardvar" av Gilbert Fauguiers änka.
År 1986 genomförde Statens fastighetsverks (SFV) föregångare Byggnadsstyrelsen en tillbyggnad. Den omfattade den stora matsalen och tvättstugan i källarvåningen under samt en flygel med personalrum och trapphus till källaren. Samtidigt moderniserades samtliga badrum. Arkitekt var det lokala arkitektkontoret Murray & Murray Associates. Sedan dess har SFV installerat nya värmepannor för stadsgas 2001 och renoverat köket 2005.
Förutom residenset finns personalbostadshuset med privat trädgård, två garage, trädgårdsförråd och ett lusthus på tomten. År 1986 styckade man av cirka 3 500 m² av tomten och sålde den. Trädgården är parkliknande och vackert planerad. I dag omfattar den cirka 19 000 m².

### Grundfakta
- Byggår: 1913
- Arkitekt: Allan Keefer
- Besöksadress: 700, Manor Avenue, Rockcliffe Park
- Hyresgäst: Utrikesdepartementet
- Förvaltare: Statens fastighetsverk

## Beskickningschefer
| Namn              | Period    | Funktion   | Anmärkning                                |
| ----------------- | --------- | ---------- | ----------------------------------------- |
| Per Wijkman       | 1943–1951 | Envoyé     |                                           |
| Klas Böök         | 1951–1956 | Envoyé     |                                           |
| Oscar Thorsing    | 1956–1962 | Ambassadör |                                           |
| Ragnvald Bagge    | 1962–1965 | Ambassadör |                                           |
| Per Lind          | 1965–1969 | Ambassadör |                                           |
| Åke Malmaeus      | 1969–1976 | Ambassadör |                                           |
| Per Anger         | 1976–1979 | Ambassadör | Sidoackrediterad till Nassau.             |
| Kaj Björk         | 1980–1984 | Ambassadör | Sidoackrediterad till Nassau.             |
| Ola Ullsten       | 1984–1989 | Ambassadör | Sidoackrediterad till Nassau (från 1985). |
| Håkan Berggren    | 1989–1995 | Ambassadör | Sidoackrediterad till Nassau.             |
| Jan Ståhl         | 1995–2000 | Ambassadör |                                           |
| Lennart Alvin     | 2000–2005 | Ambassadör |                                           |
| Ingrid Iremark    | 2005–2010 | Ambassadör |                                           |
| Teppo Tauriainen  | 2010–2014 | Ambassadör |                                           |
| Per Sjögren       | 2014–2019 | Ambassadör |                                           |
| Urban Ahlin       | 2019–2023 | Ambassadör |                                           |
| Signe Burgstaller | 2023–idag | Ambassadör |                                           |